# 洛伊爾·哈伍德·弗羅斯特
| 發現的小行星：1 | 發現的小行星：1 |
| --------------- | --------------- |
| 505 Cava        | 1902年8月21日   |

洛伊爾·哈伍德·弗羅斯特（英語：Royal Harwood Frost，1879年2月25日—1950年5月11日）是一名美國天文學家，出生於麻薩諸塞州塞勒姆，父親是阿爾比努斯·芬尼·弗羅斯特（Albinus Finney Frost），母親是艾瑪·簡·理查森（Emma Jane Richardson），他是一家十口人中的第四個兒子。
他與卡洛琳·伊萊莎·梅休（Caroline Eliza Mayhew）結婚，育有三個女兒和兩個兒子。
1896年至1908年，弗羅斯特在愛德華·皮克林的領導下，擔任哈佛大學天文台的天文助理。1902年至1905年，他在秘魯的阿雷基帕天文台工作，使用阿爾萬·克拉克父子公司製造的24 吋f/5.6布魯斯照相折射鏡，該折射鏡於1893年完成。他使用四小時板觀測星雲（跟隨迪萊爾·斯圖爾特）的成果發表在Harv. Ann. 60, 179 (1908)。他發現了454個新天體，包括在IC II中。1926年，當布魯斯望遠鏡遷移到南非布隆泉的鮑登天文台時，哈佛給了他一份工作，但他沒有去。相反，他在秘魯廷戈開辦了一家乳牛場。
他後來回到德克薩斯州沃斯堡，在一家石油公司做會計。後來他又搬到路易斯安那州什里夫波特。他被埋葬在什里夫波特的森林公園公墓。

## 外部連結
- Biography （页面存档备份，存于）
- Genealogy